# Saison 2 de Luke Cage
Chronologie
Saison 1
Cet article présente les treize épisodes de la deuxième saison de la série télévisée américaine Luke Cage (Marvel's Luke Cage).

## Synopsis
À la suite de son aventure contre La Main avec les Defenders (Daredevil, Jessica Jones et Iron Fist), Luke Cage revient à Harlem, où il continue de faire régner la justice, en collaborant avec Misty Knight, en espérant faire tomber Mariah Dillard et Shades. Mais un nouvel antagoniste, assoiffé de vengeance, décide de faire payer lui-même la famille Stokes...

## Distribution

### Acteurs principaux
- Mike Colter (VF : Daniel Lobé) : Carl Lucas / Luke Cage
- Simone Missick (VF : Laurence Charpentier) : Mercedes « Misty » Knight
- Theo Rossi (VF : David Mandineau) : Hernan « Shades » Alvarez (en)
- Gabrielle Dennis : Matilda « Tilda » Dillard (Johnson) (en) (épisodes 2 à 5, 7 à 9 et 11 à 13)
- Mustafa Shakir : John McIver / Bushmaster (épisodes 1 à 4, 6 à 9 et 11 à 13)
- Alfre Woodard (VF : Maïk Darah) : Mariah Dillard / Black Mariah (en)
- Reg E. Cathey : Révérend James Lucas (épisodes 1 à 3 et 6 à 9)

### Acteurs récurrents et invités
- Frank Whaley (VF : Jean-Philippe Puymartin) : Rafael Scarfe (épisode 5)
- Thomas Q. Jones : Darius « Comanche » Jones (en) (épisodes 1, 2 et 4 à 8)
- Chaz Lamar Shepherd (en) (VF : Serge Faliu) : Raymond « Piranha » Jones (en) (épisodes 1 et 3 à 7)
- Ron Cephas Jones : Bobby Fish (épisodes 1 à 4)
- Peter Jay Fernandez : Capitaine Tom Ridenhour (épisodes 1 à 8)
- Kevin Mambo : Sheldon Shaw (épisodes 1, 3, 6 à 9 et 11 à 13)
- Jeremiah Richard Craft : D.W. Griffith (épisodes 1, 2, 4, 6, 7, 10, 12 et 13)
- Sean Ringgold : Sugar (épisodes 1, 6 à 8 et 10 à 13)
- Macc H. Plaise : Nigel Garrison (épisode 1)
- Otto Sanchez : Arturo « El Rey » Gomez III (épisode 1)
- Tarah Rodgers : Stéphanie (épisodes 1, 3, 7, 10 et 11)
- Donald Harrison : lui-même (épisode 1)
- Joi (en) : elle-même (épisode 1)
- D-Nice (en) : lui-même (épisode 1)
- Sahr Ngaujah : Anansi (épisodes 2, 4 et 6 à 11)
- Antonique Smith : Détective Nandi Tyler (épisodes 2 à 5 et 7 à 10)
- Justin Swain : Détective Mark Bailey (épisodes 2 à 5, 7, 8, 10, 11 et 13)
- Michelle Beck : Drea (épisodes 2, 3 et 5)
- Christopher King : C.J. Powell (épisodes 2 et 3)
- Ian Lyons : John Epps (épisodes 2 et 5)
- Carolyn Michelle Smith : Wendy Dunnavant (épisode 2)
- Jemele Juanita Hill (en) : elle-même (épisode 2)
- Michael Smith : lui-même (épisode 2)
- Todd Bowles : lui-même (épisode 2)
- DJ Mister Cee (en) : lui-même (épisode 2)
- Gary Clark Jr. : lui-même (épisode 2)
- Hakim Callender : Mortimer « Mr. Fish » Norris (épisode 3)
- Heather Alicia Simms : Tante Ingrid (épisodes 3, 4, 6, 9 à 11 et 13)
- John Clarence Stewart : Alex (épisodes 3, 5 à 7 et 11 à 13)
- Geoffrey Canada (en) : lui-même (épisode 3)
- Alexander Smalls : lui-même (épisode 3)
- Esperanza Emily Spalding : elle-même (épisode 3)
- Rey Lucas : Détective Tomas Ciancio (épisodes 4 et 11)
- R.A. Guirand : Gideon Shaw (épisode 4)
- Los Jones : Ray Ray (épisodes 4 et 5)
- Robert Neary : Chase Brunski (épisode 5)
- Ghostface Killah : lui-même (épisode 5)
- Adrian Younge : lui-même (épisodes 5 et 13)
- Tijuana Ricks : Thembi Wallace (épisodes 6, 10 et 13)
- Jade Wu : Connie Lin (épisodes 6 et 10)
- Taylor Selé : Brendan (épisode 7)
- Dapper Dan (en) : lui-même (épisode 7)
- Stephen Marley : lui-même (épisode 7)
- Melanie Nyema : elle-même (épisode 7)
- Sophia Stephens : elle-même (épisode 7)
- Karen Pittman : Député Chef Priscilla Ridley (épisodes 9 à 13)
- Faith Evans : elle-même (épisode 10)
- Jadakiss : lui-même (épisode 10)
- Latanya Richardson Jackson : Mama Mabel (épisode 11)
- Curtiss Cook : Oncle Pete (épisode 11)
- Henry Yuk : Hai-Qing Yang (épisodes 11 et 12)
- Annabella Sciorra : Rosalie Carbone (épisodes 12 et 13)
- Ninja Devoe : Aisha Axton (épisode 12)
- KRS-One : lui-même (épisode 12)
- Jelani Cobb (en) : lui-même (épisode 13)
- Rakim : lui-même (épisode 13)
- Ali Shaheed Muhammad : lui-même (épisode 13)

### Acteurs invités des séries Marvel/Netflix

#### DeDaredevil
- Rosario Dawson (VF : Annie Milon) : Claire Temple (épisodes 1 à 3)
- Elden Henson : Franklin « Foggy » Nelson (épisode 5)
- Danny Johnson : Benjamin Donovan (en) (épisodes 2, 5, 8, 10 et 13)
- Rob Morgan : Turk Barrett (en) (épisode 10)
- Stephen Rider : Blake Tower (épisode 13)

#### DeIron Fist
- Finn Jones : Danny Rand / Iron Fist (épisode 10)
- Jessica Henwick : Colleen Wing (épisode 3)

## Liste des épisodes[1],[Note 1]

### Épisode 1:Frère Spirituel #1
- Joi

### Épisode 2:Règlement de comptes
- Gary Clark Jr.

### Épisode 3:Pétage de plombs
- Esperanza Spalding

### Épisode 4:Quand j'en viens aux mains
- Christone Ingram

### Épisode 5:Sans un rond
- Frank Whaley (Rafael Scarfe)
- Ghostface Killah
- Adrian Younge

### Épisode 7:Encore et toujours
- Stephen Marley

### Épisode 10:L'ingrédient principal
- Faith Evans
- Jadakiss

### Épisode 12:Tu ne peux pas te mesurer à moi
- KRS-One

### Épisode 13:Ils pensent à toi
- Rakim